# Ayasse
L'Ayasse è un torrente che solca la valle di Champorcher ed è affluente di destra della Dora Baltea.

## Percorso
Il torrente nasce dalle acque del lago Misérin e, dopo circa 24 km ed avendo percorso tutta la valle di Champorcher, si getta nella Dora Baltea nei pressi di Hône, poco a sud del ponte di Bard.

## Pesca
Vi si trova una riserva di pesca alla trota.